# Monumentul comemorativ al Răscoalei din 1907 din Flămânzi

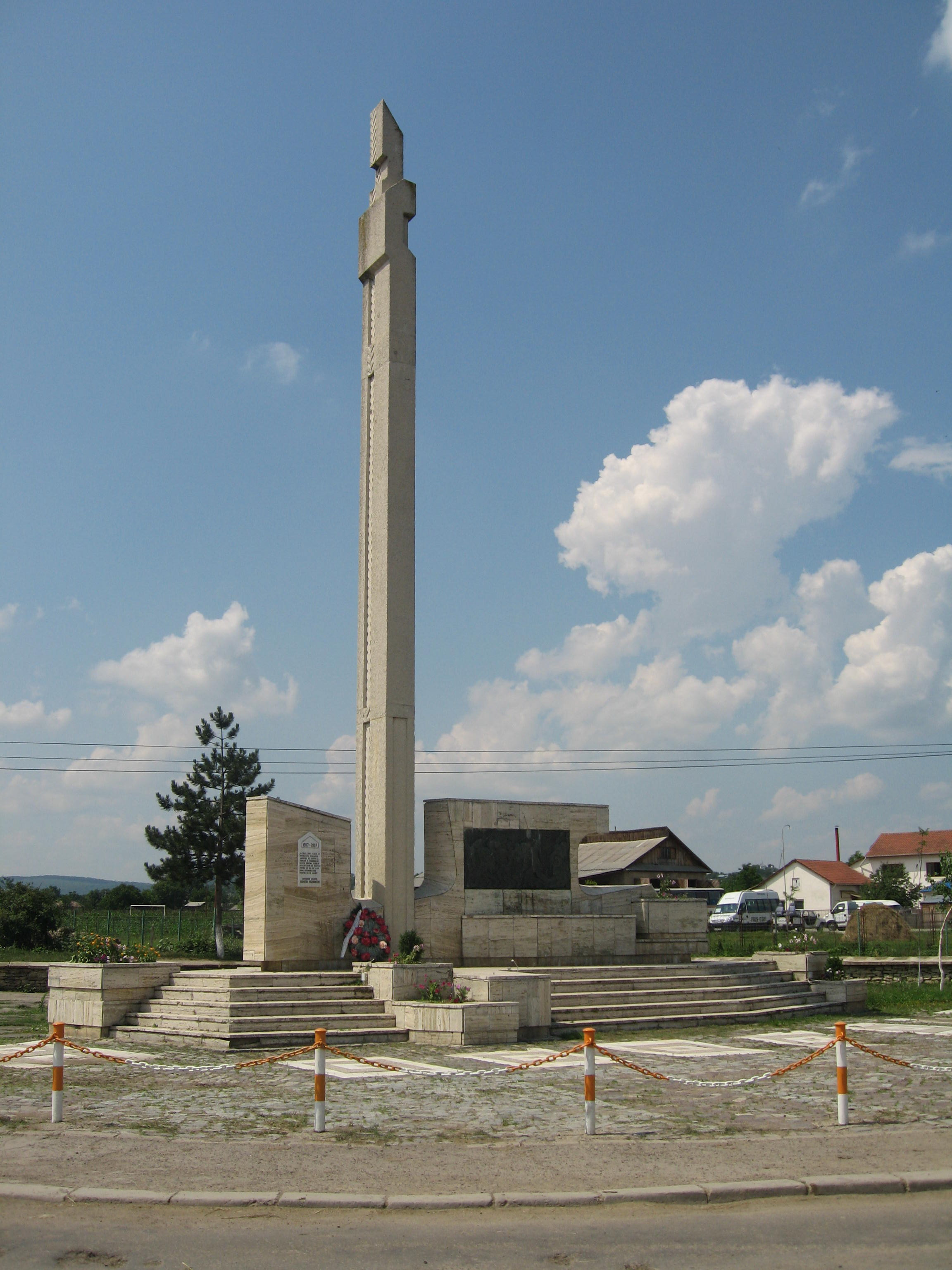
Monumentul răscoalei din 1907 din Flămânzi.

Monumentul răscoalei din 1907 din Flămânzi este un monument ridicat în memoria răscoalei țărănești din februarie-martie 1907, care a izbucnit în satul Flămânzi (azi oraș în județul Botoșani).

## Istoric
Monumentul a fost realizat de către sculptorul Gavril Covalschi și a fost dezvelit în anul 1977, cu prilejul aniversării a 70 de ani de la răscoală. Monumentul se află în centrul localității, în apropiere de Primărie.
În partea dreaptă a monumentului a fost amplasat un basorelief de bronz în care sunt reprezentați țărani desculți sau cu opinci în picioare alergând și având în mâini coase, furci și topoare. Alți țărani sunt reprezentați cu pumnii strânși spre cer.
Cu prilejul aniversării a 100 de ani de la Răscoala țăranilor din Flămânzi, la 10 februarie 2007, au avut loc în oraș manifestări comemorative ce au marcat acest eveniment. Un sobor de preoți în frunte cu pr. Nicolae Crăciun, protopop de Hârlău, a oficiat o slujbă de sfințire a apei și o slujbă de parastas a participanților la răscoală care au murit în urmă cu 100 ani în întreaga țară. La aceste festivități au participat personalități locale, județene și centrale. A fost evocat momentul Răscoalei din 1907 . 
Cu acest prilej, a fost dezvelită și sfințită o placă comemorativă de marmură, care marchează 100 de ani de la Răscoala țăranilor din Flămânzi, placă ce a fost așezată pe monumentul țăranilor aflat în centrul localității. Pe placa comemorativă au fost înscrise următoarele cuvinte: 1907-2007. "Astăzi, când veacul se rotunjește deasupra amintirii de jertfă a bunilor și străbunilor noștri, ridicăm cerului rugă în semn de respect pentru cei de ieri și de bună recunoaștere pentru cei de mâine". Comandor aviator, Dumitru Berbunschi.

## Imagini

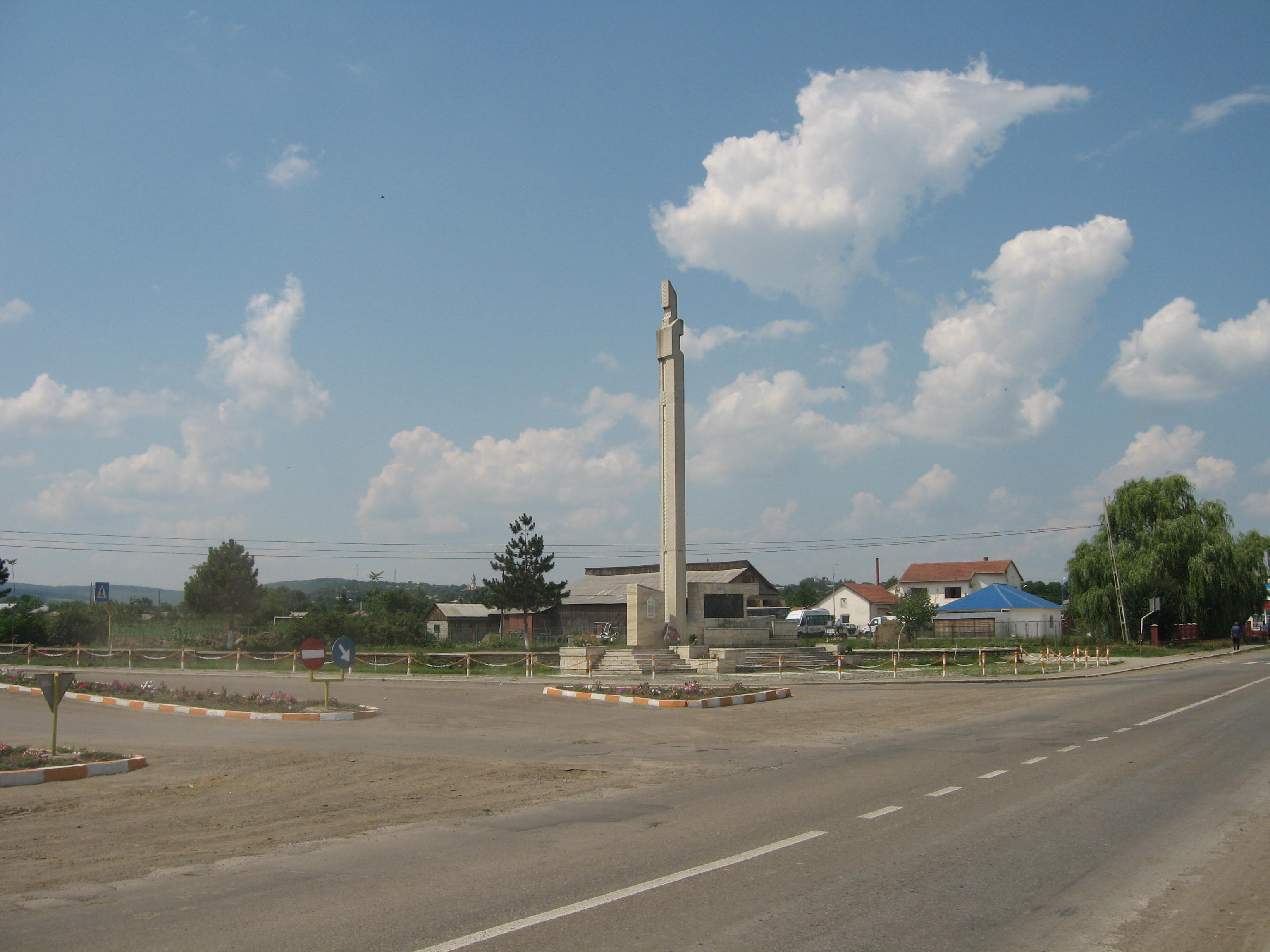
Monumentul aflat în centrul localităţii
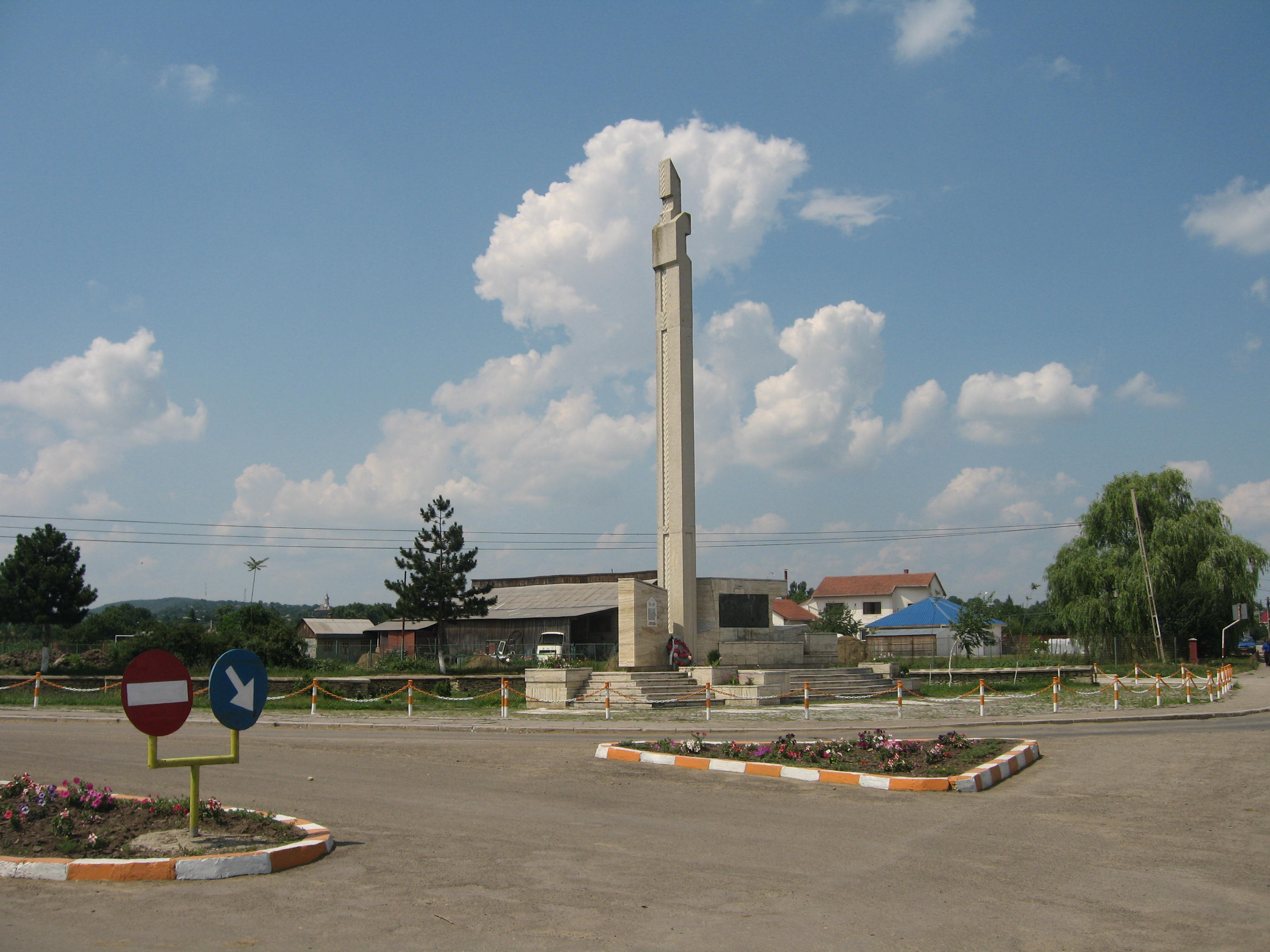
Monumentul aflat în centrul localităţii
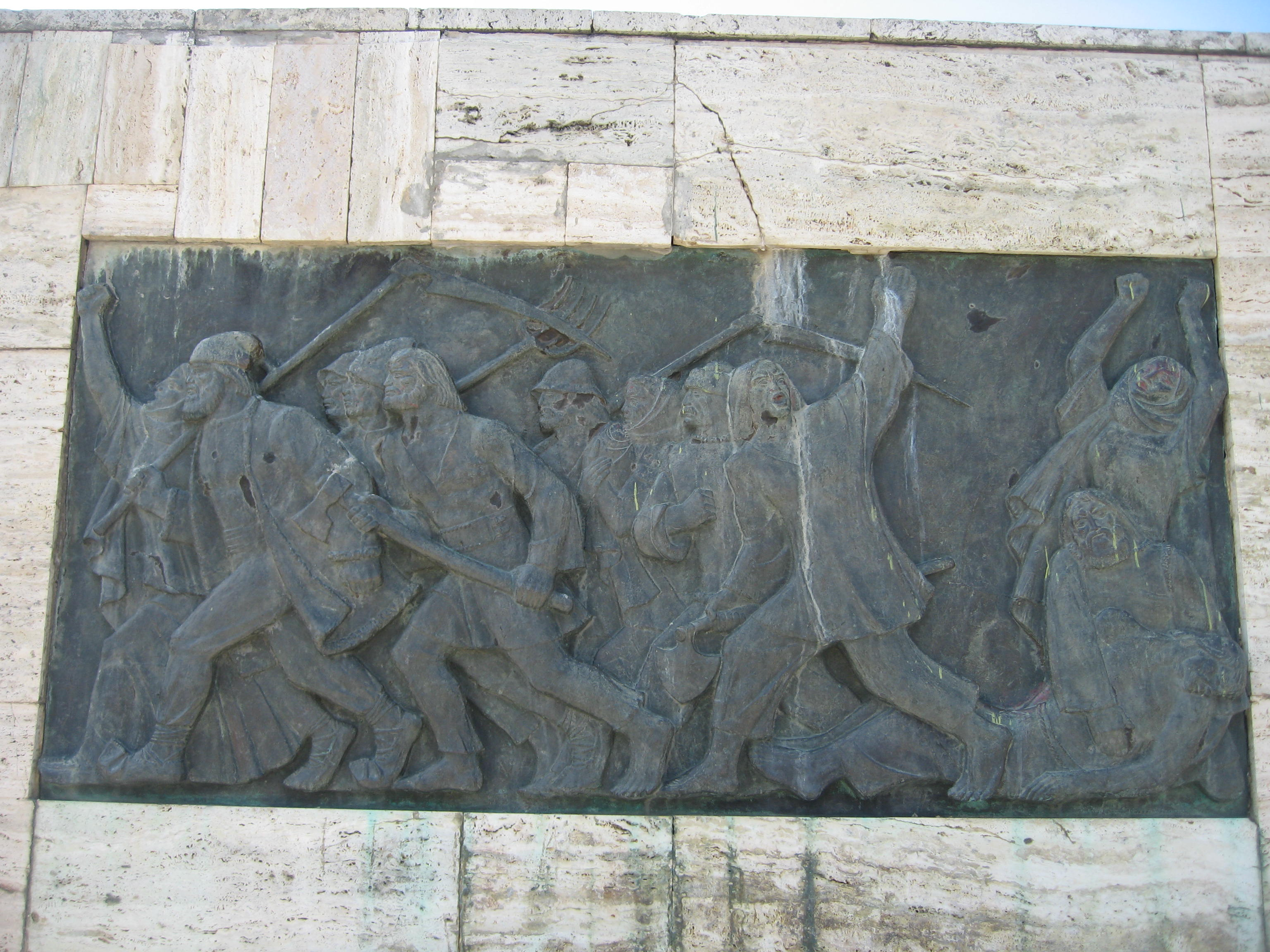
Basorelief
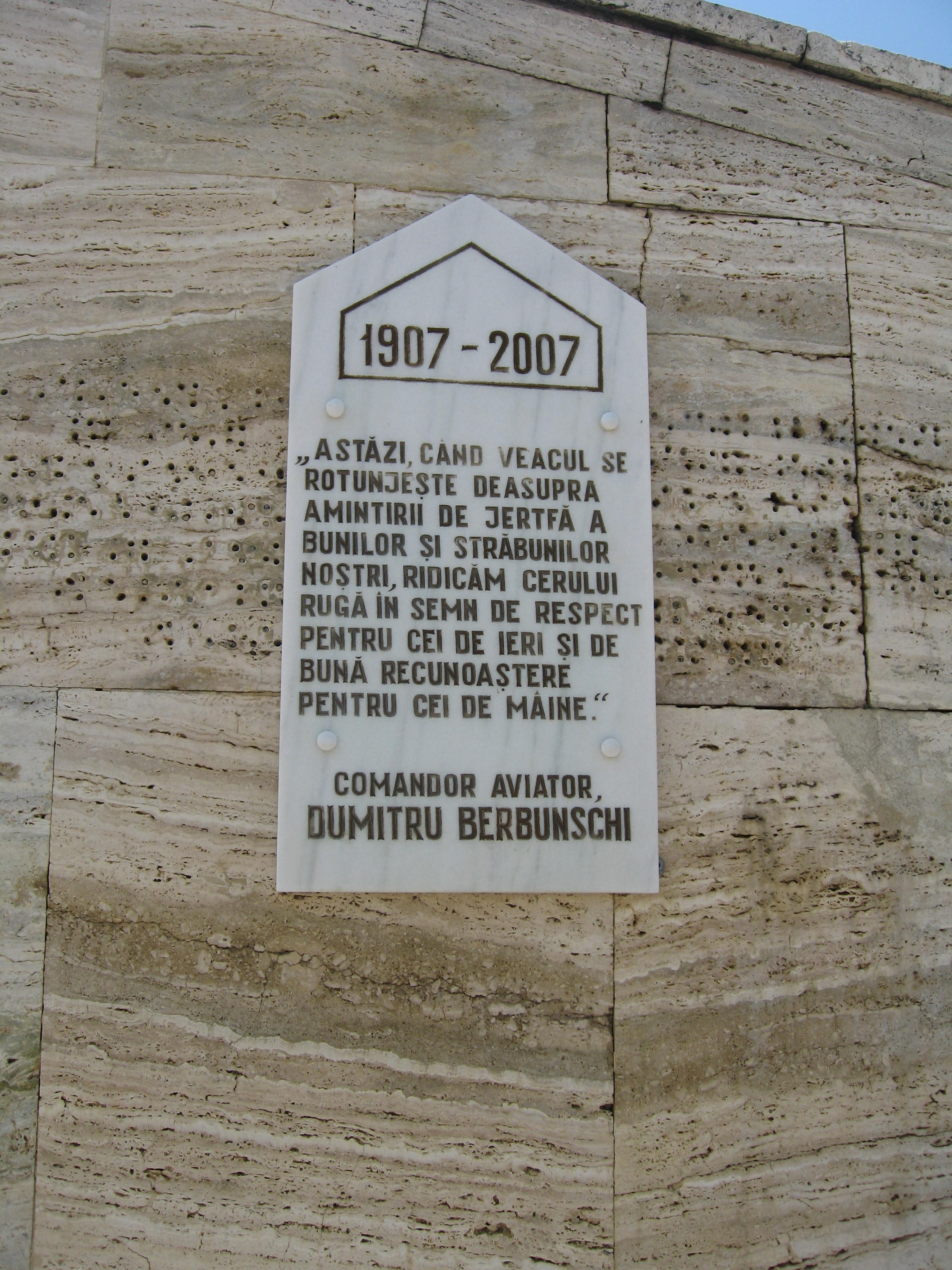
Placa comemorativă din anul 2007